# 上矢えり奈
上矢 えり奈（かみや えりな、1991年〈平成3年〉10月15日 - ）は、日本のタレント、女優、YouTuber、元グラビアアイドル。静岡県磐田市出身。女性アイドルグループの仮面女子、アリス十番、チェリーブロッサムの元メンバーである。
仮面女子およびスチームガールズのメンバーから昇格しアリス十番のメンバーになる。2018年11月23日をもって仮面女子、アリス十番を卒業し、2018年11月30日でアリスプロジェクトを退所。
2019年4月22日、活動再開に合わせて「神谷えりな」から「上矢えり奈」（同じ読み）への改名を発表。

## 略歴
- 出身地である静岡県磐田市の高校を卒業後、18歳から大阪の美容関係の専門学校に通っており、大阪での学校生活と並行して時折、東京で撮影会などの活動をし[6]、女優業・舞台などに興味があり事務所を探していた。そして20歳の春に親には黙って上京する[7]。

### 2011年
- 2011年のゴールデンウィークを少し過ぎた頃にアリスプロジェクトに所属しているタレントのブログを見て、アリスプロジェクトに応募した[8]。同年9月、雑誌『FLASH』主催のオーディション「ミスFLASH2012」にエントリーしたものの、グランプリ受賞はならなかった[9]。

### 2012年
- 6月3日、「OZ」のメンバーとしてアイドルデビュー[10]、同年10月21日にはOZを卒業してスチームガールズでのデビューライブを行った[11]。同年12月、「神乳Gカップアイドル」として『週刊ヤングジャンプ』にグラビア掲載された[12]。

### 2013年
- 4月13日にチェリーブロッサムに新加入、お披露目公演が行われた[13]。
- アリスプロジェクト公式モバイルサイトでありスマホ・フィーチャーフォン各キャリア公式メニューサイト「アリスプロジェクト」[14]の推しメン登録数ランキングで、2012年12月 - 2013年3月まで4か月連続1位となった[15]。
- 高校2年の春に、後天的な内斜視を発症。2012年に上京し、本格的に芸能活動を始めてからは症状が頻繁に出るようになり、2013年10月に病気を公表した。2015年5月、「開散まひ」（より目の反対、離し目が上手にできない状態）と診断され[16]、同月28日に手術を受けた[17][18]。6月13日、約2週間ぶりに劇場公演に復帰[19]。

### 2015年
- 初代リーダーの新矢皐月が脱退してからはスチームガールズの2代目リーダーとして活動。
- 12月、ZAK THE QUEEN 2015年度グランプリに選ばれる[20]。

### 2016年
- 9月に斜視の再発と11月に再手術を行うことを公表[21]。11月21日、2度目の手術の成功を報告した[22][18]。
- 11月、静岡放送のテレビドラマ『超ドSナイトの夜』でテレビドラマ初主演[23]。

### 2017年
- 10月27日、YouTubeチャンネル「神谷えりな Kamiya Erina」を開設。2018年11月16日をもって同チャンネルを卒業し[24]、チャンネル名を「みるくぱんち」に変更後も神谷出演の動画は残っていたが、2023年10月2日にデビューする立花あんな（元仮面女子・アリス十番メンバー）プロデュースの新ユニット「メノニューイヤー」が同チャンネルのアカウントを引き継ぐ形で同年9月30日よりYouTube配信を開始したことに伴い、それまでの神谷出演コンテンツを含む同チャンネルの動画は同日現在までにすべて削除された。
- ちなみに、開設直後の2017年10月30日に公開したアキラ100%のチャレンジ動画（通称：エリナ100%）は2021年1月6日現在で、3000万回再生を超えていた[25]。2018年5月にチャンネル登録者数が10万人を超えてYouTubeから銀の楯を贈られている[26]。
- 11月25日の仮面女子「超組閣」でアリス十番への昇格が発表された[27]。

### 2018年
- 1月20日よりアリス十番としての活動開始[28]。
- 10月17日、11月末での仮面女子・アリス十番の卒業とアリスプロジェクト退所を発表[29]。担当中の『ヨエロスン〜とことんお尋ネ申す』（静岡放送）については引き続き出演を継続する[30]。
- 11月20日をもって仮面女子の神谷えりなとしての撮影会を卒業[31]。
- 11月23日、仮面女子カフェ（P.A.R.M.S）で卒業式ライブを行う[32]。
- 11月30日、アリスプロジェクトを退所。2019年3月の『ヨエロスン〜とことんお尋ネ申す』の終了をもって一旦活動休止。
- 12月1日、Instagram 「k.erinyann」として初投稿をされる（2022年1月現在、フォロワーは15.1万人）。

### 2019年
- 4月22日、新たなYouTubeチャンネル「えりにゃん/Kamiya」（通称「えりにゃんCH」）を開設し、生配信の中で活動再開と改名を発表。改名理由は元々の「神谷えりな」がよくない画数であるのと、開設に合わせて心機一転したかったと答えている[33][34][35]。翌5月より本格的にメディア出演も再開し、SBSテレビの『ヨエロスンE〜私とゲームしませんか〜』に加え、SBSラジオ『Tea time speakers』の不定期パーソナリティと『まだ帰りたくない大人たちへ チョコレートナナナナイト!・夜の生中継』の隔週レポーターとして出演するなど、地元の静岡を拠点にタレント活動を行う。
- 12月25日、FC「#10年後泣くやつら」をfaniconにて開設[36]。

### 2020年
- 1月9日、自身のYouTubeサブチャンネル「にゃんえり〈erina〉」（通称「にゃんえりちゅーぶ」）を開設[37]。
- 8月に開催された「TOKYO SAKE FESTIVAL 2020」の公式キャラクターに就任[38]。
- 7月15日、「にゃんえりちゅーぶ」の登録者数が10万人を突破[39]。
- 7月20日、「えりにゃんCH」の登録者数が10万人を突破[40]。
- 11月28日、「にゃんえりちゅーぶ」の登録者数が20万人を突破[41]。

### 2021年
- 1月12日、Twitterにて、2021年の漢字「走」と抱負を語る（2020年の漢字は「動」）。「私の今年の漢字1文字は『走』です。2021年、楽しい時も苦しい時も笑顔で乗り越えて駆け抜けて走り続けたいですね。色んな景色を見て、風を感じて、沢山の刺激を受ける一年にしたいなと思います。常に新しいことに挑戦して変化し続けて成長するんだあ。」と投稿した[42]。
- 4月10日、YouTube「えりにゃんCH」を閉鎖すると同チャンネルの動画で発表し、同年5月3日をもって閉鎖となった。以後、「にゃんえりちゅーぶ」をメインチャンネルとして動画投稿を続ける。
- 6月27日、静岡市の静岡草薙球場で開催された「日本ハムvsロッテ」で人生初の始球式に登板した。同年12月24日、ベースボール・マガジン社の「BBMベースボールカード FUSION2021」の中に、始球式カード（FP22 上矢えり奈）も封入され発売。
- 8月1日、新たなYouTubeサブチャンネル「にゃんえり【裏】」（通称「裏にゃんえりちゅーぶ」）を開設。「にゃんえりちゅーぶ」の人気コンテンツ「にゃんラジ」をサブチャンネルに移し[注 2]、同月7日より「シーズン2」としての配信をスタートした。
- 9月14日、同年7月にサービスを開始したライブ配信サイト「21LIVE（ニーイチライブ）」の2代目公式アンバサダーに同年10月1日付で就任すると発表した。就任に先立ち、同年9月18日に1回目のライブ配信を行った[43]。
- 11月25日、自身の30歳の誕生日を記念したフォトブック『fam!』を発売[44][45]。
- 12月18日、21LIVE公式アンバサダーとして最後のライブ配信を行った[46]。
- 12月30日、念願が叶い、ポメラニアン（ブラックタン）をお迎えしたとYouTube「にゃんえりちゅーぶ」で発表、名前は「ふぁむ」（オス）。同年8月31日生まれ、12月10日にお迎えした。12月31日にYouTubeチャンネル「ふぁむ王国」[47]を開設、初動画を公開した。Twitter（ふぁむ♂ キリ眉ポメラニアン）アカウントは先行して開設されていたが、30日の発表後、公に告知となった。Instagram（famkun_pome）は2022年1月9日に、Twitter（にゃんえり）にて告知[48]、初投稿。

### 2022年
- 1月8日、公式LINEにて今年の目標を語る。「ついに…大型免許（バイク）を取得しようと思います！！！（できるかな…）他にも目標は色々あるんだけど、、世界の平和を守る…とか、世界のみんなが笑顔に…とか、コロナ終息…（切実）とか、、他にもいろいろ…(´･Д･)」← とにかく私自身と関わってくださる皆様と楽しく過ごせる一年になったらいーなと思います！よろしくねぇぇええ。」と投稿される[49]。
- 1月21日、Twitter（上矢えり奈）アカウントのフォロワー数が5万人となる[50]。
- 1月23日、YouTube「にゃんえりちゅーぶ」にて、新年の抱負を語る「2022年、今年の抱負は『笑』（わらう）です。笑う門には福来ると言うことで、みんな笑顔で過ごせる一年になりますようにと言う意味を込めて、楽しい事をね、一日一日、ひと笑いでも良いのでみんなしていけたら良いなって意味を込めて、もちろん私も、素敵な一年にしましょう、皆さん、一緒に。」「生きてれば苦しいことも 辛いこともあると思いますが 笑顔でハッピーに過ごせる時間が 少しでもできればいいなと 願いを込めました。」[51]。
- 4月20日、元グループメイトの川村虹花と一緒にラジオ番組『Friend=フリエンド？』の（渋谷クロスFM）MCに就任。同月23日に放送開始[52]。
- 4月22日、劇団四季「リトルマーメイド」静岡公演（特別公演）にカーニバルフィッシュ役で舞台に立つ[53]。
- 6月18日、YouTube「にゃんえりちゅーぶ」にて、人生初のオフロードバイクに乗る動画を公開する[54]。
- 8月6日、元グループメイトの川村虹花との最初の「えりななかボウリング大会」を開催[55]。
- 8月12日、ヨエロスン尋〜全力お尋ねバラエティ〜の共演MC、山田門努が大使を務める「明方ハム」の歌をヨエロスン尋で制作し「明方ハムのように！」をデジタルリリースした[56]。
- 9月17日、ぴゅあふる・アリス十番の元メンバーでアリスプロジェクトの運営会社クリーブラッツのマネージャーを務めた月村麗華の「退社式」（会場：浅草公会堂）に、旧芸名の神谷えりな名義で「仮面女子☆OG」の一人として出演[57][58]。グループ卒業以来約3年10か月ぶりに同事務所のイベントに参加した。
- 9月25日、元グループメイトの川村虹花との第2回「えりななかボウリング大会」を開催。
- 12月18日、ヨエロスン尋〜全力お尋ねバラエティ〜の企画で共演MC、山田門努、フリーアナウンサーの鬼頭里枝との3人で静岡の食品会社である「モンマルシェ」の野菜をMOTTOシリーズのコラボ曲「MOTTO!」をデジタルリリースした。

### 2023年
- 1月15日、しずてつストア公式アンバサダーに就任[59]。
- 2月7日、2023年の一字書初めをYouTubeにアップした。「今年の漢字一字は・・・うさぎのようにぴょんぴょん飛躍する年にしたいと思います、の『飛』（とぶ）です。私、今年32歳になるんですよ、女性の32歳って本厄なんですよ、まぁ、でも逆に言うと一番変化する年、一番何かが起きる年とも言われてるんで、ちょっとそう言う部分でね、こうステップアップ、人生のステップアップみたいな、ホップステップジャンプ（？）じゃないですけど、飛ぶと言う、まぁ人生に於いても、バイクの方でもね、楽しくYouTube、これからも撮っていけたらいいなって言う意味も込めて『飛』にしました。」と今年の抱負を語った。
- 3月12日、ヨエロスン尋～全力お尋ねバラエティ～の企画で、共演MCの山田門努と静岡に展開する中華ファミリーレストラン「五味八珍」とのコラボ曲「GO!GO!五味八珍」をデジタルリリースした。
- 5月20日、地元静岡にて幻の「第3回えりななかボウリング大会」を開催した。
- 4月15日より、ヨエロスンのスポンサーである「DAYTONA」（デイトナ）のCMに出演、バックミュージックも山田門努と歌っている。（CMスタート時、曲のタイトルは未発表）
- 6月2日、ヨエロスン尋〜全力お尋ねバラエティ〜の企画で、静岡に本社のある、バイク用品メーカー「DAYTONA」（デイトナ）とのコラボ曲「デートなDAY」がデジタルリリース、今回も共演MCの山田門努とのデュエットでの発表、ヨエロスンの企画で4曲目のリリースとなった。
- 6月9日、静岡県内に展開するスーパーマーケットであり、MCの上矢えり奈がアンバサダーを務めている「しずてつストア」の曲「毎日がTasty」をデジタルリリースとなる、今回もヨエロスン尋〜全力お尋ねバラエティ〜の企画であり、共演MCの山田門努とデュエットでのリリースとなった。
- 6月25日、オートバイ用品店「NAPS京都八幡店」にてバイク関連では初となる単独のトークショーを行った。
- 8月5日・6日、鈴鹿8耐のピットウォークに参加、「浜松チームタイタン」「Honda浜松エスカルゴ」を応援、バイクのふるさと浜松2023のPRを行った。
- 8月19日、駿府城夏まつり（静岡）メインステージのオープニングアクトでリリースされている5曲中4曲を披露した。「MOTTO!」はボーカルの1人、フリーアナウンサーの鬼頭里枝が参加出来なかった為、同じくフリーアナウンサーの内山絵里加が代わりを務めた。「デートなDAY」は唯一振付の無い曲だったが、今回のステージで初振付でのお披露目となる。サブステージでは「石垣優」とのコラボステージを行い、当日トリの出演となった。
- 8月20日、初の開催となる「えりななかBBQイベント」が行われ、今回は川村虹花の地元である神奈川県が開催会場となった。
- 8月26日、「NAPS浜松店」にて夏祭トークショーイベントが開催、今年初めて浴衣姿でのイベントとなる。
- 9月1日、X（旧Twitter）にて結婚したことを報告した[60][61][62][63][64]。
- 10月8日、ヨエロスンの企画で「S-TRUST」との企業コラボ曲「Let’s Say S!」がデジタルリリース、6曲目となる。同日、静岡市清水区にあるエスパルスドリームプラザでのヨエロスンの公開収録ライブで披露した。併せてVRアイドルユニットえのぐともコラボライブを行い「ＧＯ！ＧＯ！五味八珍」などを披露した。
- 10月15日、浜松で開催された「綿の産地フェア、浜松染め織りマーケット」にヨエロスンのロケでステージに立ち、浜松学芸高校の注染浴衣の魅力を発信するアイドル「Tint2」と「デートなDAY」を熱唱、併せて遠州織物で縫製、新調されたヨエロスンのユニフォームでもあるピンクのツナギが公開お披露目となった。また10月15日は本人の誕生日でもあり、会場はお祝いモードに包まれた。
- 12月19日、第1子妊娠を報告した[65][66][67]。

### 2024年
- 3月25日、第1子出産を報告[68]。
- 7月13日、藤枝総合運動公園サッカー場、中央広場ステージにて、ヨエロスンのライブ&トークショーと同日開催の藤枝MYFC15周年ホーム戦のハーフタイムショーに出演、ヨエロスンの番組楽曲となる「全力！ヨエロスン」が初の公開披露となった。同イベントが出産休暇後、初の公開イベントとなる。

## 人物
- 好きな言葉は「日々精進」。ブログの最後に必ずつけている。ニックネームはえりにゃん。7つ上と5つ上の兄がいる[69][70][7]。幼少期にはポムというポメラニアンも飼っていた[7]。男兄弟だったため、ラジコンやゲームなど男の子の遊びをすることが多かった[7]。
- 中学、高校と卓球部に所属していたが、高校の2年生からはダンス部に転部した[7]。
- 16歳の夏に初めての彼氏ができ、バイトも始めた[7]。
- 高校では理系の特進クラスだったが、センター試験等は受けずにAO入試で美容関係の専門学校に合格し、入学した[7]。
- 漫画『華麗なる食卓』の作者であるふなつ一輝とは親交が深く、ラジオ会館が運営しているインターネットラジオ『ラジカメSTATION!』でも共演している[71]。
- YouTubeチャンネル、「にゃんえり〈erina〉」の動画編集は本人が行っている。「えりにゃん/Kamiya」の動画編集は半分を本人が行い、残り半分を運営会社のnao社で行っている[72][73]。
- 神谷えりな時代のYouTubeでは身体を張った内容も多かったが、上矢えり奈に改名後は食レポやB級スポット、秘境、旅ロケ、ツーリングなどの動画を公開している[35]。ゲームに関してはゴー☆ジャス動画、GM Channelの方で行い、自身のチャンネルでは配信する予定はないと質問コーナーにて回答していたが[74]、2021年1月21日、「にゃんえり」チャンネルにて、突如としてフォートナイトというゲームのプレイ動画を初めて配信した。
- オートバイ雑誌の連載を始め、中型免許（普通二輪免許）を取得[75]。オートバイ関連のイベントにも出演し、自身のYouTubeチャンネルでのオートバイ動画やツーリングイベントなども行っている[76]。また地元・静岡県の企業であるSUZUKIと縁があり、同社のイベント[77]や社内レーシングチーム「浜松チームタイタン」が参戦する鈴鹿8時間耐久ロードレースの取材も2018年[78]、2019年[79]と行っている。所有する愛車はスズキ V-Strom250とGSR250F。
- 2020年10月、20代ラストなので派手な髪色にしたいと、29歳の誕生日に髪をピンクに染める[80]。
- 2020年の12月に1名様限定でYouTubeの動画内でご自身が要らなくなった物と発言したゲーム機とソフトを初めてのクリスマスプレゼントとしてとてつもない競争率（4桁以上）の中、抽選でファンの方1名に贈られる。
- 松阪牛の阪の字を坂とわりと本気で間違っている。
- 小学生の頃、そろばんを習っていたこともあって計算が早い、高校も理系を専攻する程なので数字に強い一面がある、2022年5月30日にアップされた「ゴー☆ジャス動画（速報）全部解けたらゴー☆ジャスが13万の○○をガチであげるってよwww」ではゴー☆ジャスとの面積計算対決に勝利し高級炊飯器を獲得する、約束により炊飯器の代金はゴー☆ジャスが支払うこととなった。

## プロフィール
- 趣味：リンパ流し、早口言葉、リラックマグッズ集め、岩盤浴、キッチンに立つこと[3]。ツーリング、旅行、温泉巡り、ゲーム[2]。サウナ巡り[81]。
- 特技：サムウォーク、暗算、卵焼き早巻き、卓球[3]、Tシャツ早脱ぎ[82]。
- 好きな色：以前は黄色が好きな色だったが、アイドルになってからはピンク担当という事もありピンクの物を集められるようになる。着られる洋服の色は白や青を好む。

## ユニット活動
- 仮面女子 （2018年11月卒業）
- スチームガールズ （2018年1月卒業）
- チェリーブロッサム （2018年11月卒業）
- スープ☆ガールズ （2012年）
- OZ (アイドルグループ)（2012年10月卒業）
- アリス十番 （2018年11月卒業）
- 無限女子 〜powered by 仮面女子〜 （2018年9月卒業）

## 出演

### テレビドラマ
- 超ドSナイトの夜（2016年11月8日 - 12月28日、静岡放送） - 主演・三浦香奈 役[83] ※静岡ローカル放送
- 怒Sナイトの乱～やっぱりテレビ関係者は観ないでください（2019年2月2日 - 23日、静岡放送）※静岡ローカル放送

### その他のテレビ番組

#### レギュラー番組
現在
- ヨエロスン尋〜全力お尋ねバラエティ〜（2019年5月3日 - 、静岡放送）

#### 過去のテレビ番組
- がんばれプアーズ!（テレビ東京）
- ウタ娘（テレ玉）
- 『ぷっ』すま（2014年6月6日、テレビ朝日） - 見破りバトル
- Nスタ（TBS）
- コトバのクスリ（フジテレビ）
- なら≒デキ（テレビ朝日）
- 東京マキタスポーツ（テレビ東京）
- それゆけ！ゲームパンサー！（日本テレビ）
- 竹山ロックンロール（テレ玉）
- しずおかダンスプロジェクト（静岡放送）
- ダウンタウンDX（読売テレビ）
- 浜ちゃんが！（読売テレビ）
- 超ドSナイト アイドルBINBIN!GO!（静岡放送）
- 超ドSナイト ヨエロスン〜とことんお尋ネ申す〜（静岡放送）
- 女神降臨（2016年2月19日、MONDO TV）
- 女神降臨EX（MONDO TV）
- お願い!ランキング（2016年8月4日、テレビ朝日）
- 魔界（2017年 、TOKYO MX 2）[84] - ナビゲーター
- 鎧美女 #38（2018年3月22日、フジテレビONE）- 甲冑：細川忠興
- RIDE＆DRIVE（2018年3月30日 - 11月30日、BS12 トゥエルビ）[85] - アシスタントMC
- なかい君の学スイッチ（2018年6月5日、TBS）

### ラジオ番組

#### 過去のラジオ番組
- 太田胃散 presents DAIGOのOHAYO-WISH!!（2018年2月18日、TOKYO FM）[86]
- tea time speakers （2019年5月4日 - 、静岡放送・浜松エフエム放送（FM Haro!））- 不定期出典[87]
- まだ帰りたくない大人たちへ チョコレートナナナナイト!  - レポーター（2019年5月7日 - 2022年3月27日、静岡放送）
- 渋谷女子企画（渋谷クロスFM）
  - 2020年9月11日、10月23日（ゲスト出演）[88][89]
  - 2020年11月13日 - 2021年12月17日（第3週メインMC）[90]
- Friend=フリエンド？（2022年4月23日 - 2023年12月23日、渋谷クロスFM）- パーソナリティ[91]

### インターネット
- DRIVE美人 スバル BRZ × 神谷えりな
- ケータイYOUNG JUMP

#### ネットテレビ・動画
- アキバ発!! カレーの秘密の部活動（2012年、ラジカメSTATION!） - 部長（メインMC）
- AirconTV（あっ!とおどろく放送局）
- アリスプロジェクトのODAIBAジャック!（ODAIBA.TV）
- クロちゃんとアリス十番のAKIBAでダイブ!（あっ!とおどろく放送局）
- クロちゃんのAKIBAでダイブ!（＠TV）
- ゴー☆ジャス動画@GameMarket（YouTube） - アシスタント
- 夕やけミンニャン!（WALLOP放送局） - メインMC
- 夕やけミンニャン!ゲツク（WALLOP放送局） - メインMC
- お願い!ランキング「お願い！マンピンコン」（2016年10月、AbemaTV）[92] - 10月マンスリーMC
- VSしゃちほこボーイズ（2017年12月8日 - 28日、360Channel）[93]（全8回）
- #Twitterトレンド大賞（2017年）[94]
- チャンスの時間「女性タレントアンケート講座」（2021年12月5日、AbemaTV）
- WINTICKET ミッドナイトオートレース （2022年5月10日、Ameba）- ゲスト出演
- 競輪初心者教習「目指せ！グラビア車券師」ミッドナイトケイリン in 伊東温泉 TIPSTER杯 FII （2022年5月14日 - 16日、伊東温泉競輪チャンネル）- 特別伊東温泉競輪場ゲスト
- WINTICKET ミッドナイト競輪（2022年5月21日 -  、Ameba） - ゲスト出演
- ミッドナイトケイリン in 伊東温泉 ガールズWトーナメント FII （2022年5月26日・27日、伊東温泉競輪チャンネル） - 特別ゲスト

### CM
- 「声優のたまご」- 街頭ヴィジョン用CM
- 「ローソン」- カスタードクリームシュー　WebCM [95]
- 「湘南美容外科」（2014年）[96]
- 「エルソード」（2016年6月）[97]
- 「三国天武」（2016年7月）[98]
- 「シンカシング」　（2016年12月）[99]
- 「パチロボ」（2017年）[100]
- iiyama PC × 無限女子「無限女医　イイヤマチェック！」（2018年）[101]
- LEVEL∞ 「Are you EXCITED?」編　（2018年） [102]
- 「DAYTONA」（2023年）

### 映画
- BEN BEN（2013年6月15日）- 二原夏葉 役 [103]
- BEN BEN ZERO~爆裂ヤンキー伝（2013年6月15日）-  二原夏葉 役[103]
- ランナウェイゲーム　逃走遊戯（2013年9月）
- ほんとにあった！心霊実験のビデオ （2013年）
- 鬼魔愚零アンダーグラウンド（2016年） - 二宮 役
- 雨ふって、大地うるおう（2016年）- 真希 役
- スカートギャング （2016年）- ハルナ 役
- フラクタル、Blue （2016年）- 奥薗千佳 役
- いまダンスする （2017年）-  山崎風花 役
- プロデューサーK II （2017年） - 本人 役[104]
- 海にのせたガズの夢（2018年） - 主演・宮内真尋 役
- えりまき女 ～闇のアサシン～ （2018年）- 早乙女佳澄 役
- 雨 （2019年） - ユリカ 役
- Bond ～このまちしか 君を知らない～ （2019年） - 主演・沢井ひなた 役

### 舞台
- 劇団四季 オペラ座の怪人 静岡公演（2018年8月8日、静岡市民文化会館）- 特別公演に出演
- 劇団四季 リトルマーメイド『アンダー・ザ・シー』静岡公演（2022年4月22日、静岡市民文化会館）- 特別公演に出演

### 声優
- ネットハイ（2015年） - スティーム 役 [105]
- 幻獣契約クリプトラクト ゴー☆ジャス動画コラボクエスト「古代の国と相棒の絆」内（2016年) - シルバー 役[106]
- オオカミ姫 （2017年） - ミュニカ 役[107]
- エアリアルレジェンズ （2017年） - メフィスト 役[108]
- 三国BASSA!! （2018年） - 張紘 役 [109]

### イメージモデル
- 2012年春のラジ館まつり「へきるちゃん」（華麗なる食卓）- イメージキャラクター
- 「ホワイトカラー シーズン3」- DVD発売記念ライブドア特集企画キャンペーンガール
- PCソフト「DVD Fab」- イメージキャラクター [110]
- 「サンスポ競馬アプリ」- イメージキャラクター [111]
- 「パチロボ」- 幸運の応援キャンペーンガール [112]
- パソコン工房　- iiyama PCコラボアイドルユニット「無限女子 〜powered by 仮面女子〜」（2017年12月13日）
- 「TOKYO SAKE FESTIVAL 2020 公式キャラクター」[38]

### 雑誌
- 週刊ヤングジャンプ（集英社）
- ヤングキング（2014年4月7日号、少年画報社）
- J-POP GIRLS キュン！（編集：トラッシュ / 発売：コスミック出版）
- CanCam （小学館）
- smart （宝島社）
- シュシュアリス （宝島社）
- VIP STYLE （交通タイムス社）
- スタイルワゴン （三栄書房）
- カスタムスクーター（造形社）
- 週刊ビッグコミックスピリッツ（小学館）- 表紙
- ヤングアニマル嵐（2016年5月1日号、白泉社）- 表紙
- 週刊大衆（双葉社）
- 週刊大衆ヴィーナス（双葉社）- 表紙
- 週刊実話（日本ジャーナル）- 表紙
- アサ芸シークレット（徳間書店）- 表紙
- EX MAX！エキサイティングマックス！（ぶんか社）
- パチンコ必勝本CLIMAX（綜合図書）
- JELLY（ぶんか社）[113]
- ヤングチャンピオン（2018年2月13日号、2018年7月24日号、秋田書店）- 表紙
- ヤングチャンピオン烈（2016年6月21日号、秋田書店） - 表紙（潮田ひかるとの共演）
- 週刊プレイボーイ（2017年10月9日号、集英社）- 裏表紙
- 「UNIT Vol1」（2017年）- 特集記事グラビア ISBN 978-4990801977
- エキサイティングマックス！11月号（ぶんか社） - 表紙
- 月刊エンタメ（徳間書店）
- 660マガジン（芸文社）
- ドカント（デジタルスタイル）- 表紙
- IDOL AND READ 008（シンコーミュージック）
- CHINTAI（首都圏版）7月号（2017年7月） - 表紙、特集ページ [114]
- Creator Channel Vol.10 （2018年03月、コスミックムック）
- PEACE COMBAT（ピースコンバット） Vol.24 (2018年03月27日) - 表紙
- MOTOMOTO - モトモト - （2017年7月号 - 2019年1月号、造形社） - 連載[75]
- ＃チェキの本 〜推しと撮るツーショットチェキポーズHANDBOOK〜 （2019年7月29日、マイウェイムック）

### ミュージックビデオ
- happy end butterfly 「abe gakk」（2015年）
- カラフルパレット「HAPPY WEATHER」（2019年）[115]

### 音楽
- 明方ハムのように! （2022年8月12日）- ヨエロスン尋企画・山田門努とのデュエット、サブスクリプション配信
- MOTTO!（2022年12月18日）- ヨエロスン尋企画・山田門努と鬼頭里枝コラボ、サブスクリプション配信
- GO!GO!五味八珍（2023年3月12日）- ヨエロスン尋企画・山田門努とのデュエット、サブスクリプション配信
- デートなDAY（2023年6月1日）- ヨエロスン尋企画・山田門努とのデュエット、サブスクリプション配信
- 毎日がTasty（2023年6月9日）− ヨエロスン尋企画・山田門努とのデュエット、サブスクリプション配信
- S-TRUST（2023年10月8日）- ヨエロスン尋企画・山田門努とのデュエット、サブスプリクション配信
- 全力！ヨエロスン（2024年6月29日）– ヨエロスン尋企画・山田門努とのデュエット、サブスプリクション配信

## 映像作品

### イメージビデオ
| 発売日   | タイトル         | 規格   | 品番       | メーカー                   |
| 2015年   | 2015年           | 2015年 | 2015年     | 2015年                     |
| -------- | ---------------- | ------ | ---------- | -------------------------- |
| 09月18日 | えりにゃん日和   | DVD    | TSDS-42105 | 竹書房                     |
| 09月18日 | えりにゃん日和   | BD     | TSBS-81027 | 竹書房                     |
| 12月15日 | えりにゃんぷる～ | DVD    | LCDV-40722 | ラインコミュニケーションズ |
| 12月15日 | えりにゃんぷる～ | BD     | LCBD-00722 | ラインコミュニケーションズ |
| 2016年   |                  |        |            |                            |
| 05月20日 | I♡えりにゃん     | DVD    | ENFD-5720  | イーネット・フロンティア   |
| 09月30日 | 甘神様           | DVD    | SBVD-0339  | エスデジタル               |
| 09月30日 | 甘神様           | BD     | SBVB-0035  | エスデジタル               |
| 2017年   |                  |        |            |                            |
| 08月25日 | 人間陶器         | DVD    | OME-278    | エアーコントロール         |
| 2018年   |                  |        |            |                            |
| 04月20日 | おとななえりな   | DVD    | LCDV-40837 | ラインコミュニケーションズ |
| 04月20日 | おとななえりな   | BD     | LCBD-00837 | ラインコミュニケーションズ |

### VR
- 最強のアイドルグラビアクイーン・神谷えりな「えりにゃんデートVR」(2018年11月)[116]

## 出版

### 写真集
- 神乳（2017年11月15日、小学館、撮影：西田幸樹）ISBN 978-4096822616
- #10年後泣くやつ（2019年9月25日、トランスワールドジャパン、撮影：pon）　ISBN 978-4862562661
- 上矢えり奈 30th Anniversary Photo Book『fam!』（2021年11月25日、トランスワールドジャパン）[117]

### 電子書籍
- 仮面ドール　神谷えりな1 [sabra net e-Book]（2016年11月18日、小学館) ASIN B01MSK0U1K
- 仮面ドール　神谷えりな2 [sabra net e-Book]（2016年11月18日、小学館) ASIN B01MTLHF07
- 仮面ドール　神谷えりなDX [sabra net e-Book]（2016年11月18日、小学館) ASIN B01MRIESRE
- 愛しのエリナード　神谷えりな3 [sabra net e-Book]（2017年3月17日、小学館) ASIN B06XGWMGHH
- 愛しのエリナード　神谷えりな4 [sabra net e-Book]（2017年3月17日、小学館) ASIN B06XGTYZZZ
- 愛しのエリナード　神谷えりなDX [sabra net e-Book]（2017年3月17日、小学館) ASIN B06XGJZM6X
- 神谷えりな 甘神様（2017年3月23日、エスデジタル) ASIN B06XSZQL2C

### カレンダー
- 神谷えりな 2016カレンダー（2015年10月、トライエックス）

## 受賞歴
所属団体での受賞歴はスチームガールズ・仮面女子を参照のこと
- ZAK THE QUEEN 2015年度グランプリ[118]
- YouTubeチャンネル登録者数10万人突破記念銀の楯